# Conquista romana de Germania
La conquista de Germania fue una serie de intervenciones romanas en Germania que tenían como fin anexionarse nuevos territorios entre el Rin y el Elba, que pertenecían a varias tribus germanas. Esto se basó en la política de Augusto de expansión territorial.

## Campañas de Druso
Entre el 12 y el 9 a. C. el general romano Nerón Claudio Druso lanzó varias campañas el este del Rin. Poseía una fuerza de 12 legiones.
- Año 12 a. C. el ejército romano avanza por tierra, cruzá el Rin y somete a los bátavos, Usípetes y Sicambrios. El mismo año con una flota navega por el Mar del Norte y somete a los caucos y frisios.
- Año 11 a. C. los romanos cruzan el Rin e invaden territorio Usipeto, vencen a los germanos en el río Lupia o Lippe, atacan a los sicambros, catos, marsos y queruscos.
- Año 10 a. C. Druso avanzá desde Mogontiacum cruza el Rin atacando a tencteros y catos, llegando al Weser.
- Año 9 a. C. Druso continua desde el Weser, ataca a los queruscos, llega al Elba, da la vuelta y ataca en el sur a hermunduros y marcomanos para volver a la Galia.
- Año 8 y 7 a. C. Tiberio somete la región y construye fortalezas romanas hasta el Elba.

## Campañas de Vinicio
Marco Vinicio entre el 1 y 3 d. C. fue gobernador de la Galia Comata, Germania y Recia. Al mando de 30 000 a 35 000 soldados o 7 legiones logró varias victorias contra los queruscos, romanizándolos. En honor a sus victorias el Emperador le permitió construir una columna en la que se muestran sus victorias sobre los queruscos. La llamada Ornamenta triumphalia de Cherusciis en honor a Augusto.

## Campañas de Tiberio
Entre el 4 y 5 d. C. el futuro emperador Tiberio condujo el ejército romano por el Mar del Norte. Entre el 1 y 6 d. C. Tiberio comandó las fuerzas romanas en Germania.
- Año 4 d. C. desde la desembocadura del Rin avanzá atacando a los frisios, Brúcteros, marsos y queruscos.
- Año 5 d. C. con una flota navega el Mar del Norte llegando a las costas occidentales de la actual Dinamarca, dando la vuelta descubre la desembocadura del Elba.
- En el año 6 d. C. Tiberio ordenó una ofensiva contra los marcomanos, 4 a 5 legiones avanzaron desde Galia, Germania y Recia al mando de Cneo Sentio Saturnino; otras fuerza de 4 legiones al mando de Marco Valerio Mesala Mesalina desde Iliria. Los marcomanos movilizaron 70 000 infantes y 4000 jinetes y rechazaron al invasor, Tiberio reconoció al rey germano Marbod aliado de Roma, expandiendo la romanización.

## Campañas de Varo
Véase también: Batalla del bosque de Teutoburgo
El nuevo gobernador romano de la provincia era Varo, un político más que general. Este llegó en el año 7 creyendo que la provincia se hallaba ya sometida, se alió con el local Herman al que llamó Arminio, y no escucho a quienes le dijeron que el local no era de fiar.
En el año 9 supo de una rebelión y Arminio lo convenció de pasar por el bosque de pinos de Teutoburgo, con sus tres legiones, en total, 15 000 legionarios y 3000 a 5000 auxiliares, además de 5000 a 10 000 no combatientes (prueba de que Varo no esperaba una gran batalla, ya que solo cuando se veía una los ejércitos antiguos dejaban atrás a los ayudantes). Varo mandó exploradores, pero estos eran germanos de Arminio. Los civiles retrasaban a los romanos y desorganizaban las filas. Arminio se separó en el camino diciendo que buscaría apoyo local, el romano confió en él. El 9 de septiembre la fuerza romana fue emboscada por 10 000 a 25 000 germanos en un terreno lodoso, estrecho y desconocido. Los romanos resistieron hasta el 11 de septiembre cuando Varo y otros mandos se suicidaron. Esto último precipitó el total colapso que terminó con un último asalto germano al campamento que construyeron de forma improvisada las tropas romanas en el trascurso de la batalla. El legado Ceionius dirigió la defensa, mientras su colega Eggius se intentó rendir con miles de sobrevivientes que fueron masacrados. El comandante de la caballería Numonius Vala intento huir pero él y sus hombres fueron también masacrados.
Dos de las tres águilas de las legiones fueron capturadas, en cuanto a la tercera se dice que ante su inminente captura un legionario corrió, se lanzó con ella a un pantano cercano, ahogándose, con la finalidad de hundirse tanto el como el águila.
Solo de 12 a 300 romanos escaparon (según la fuente) y por ellos se supo del desastre. Los germanos llevaron a la mayoría de prisioneros a pantanos cercanos donde los degollaron como sacrificio a sus dioses por la victoria, otros muchos fueron crucificados y a los oficiales los quemaron vivos. La cabeza de Varo se cortó y se envió a Marbod. Este, asustado, la devolvió a Roma. A los romanos muertos se les cortaron las cabezas y manos que se clavaron en ramas y lanzas. Con esta derrota decisiva los romanos retrocedieron la frontera del Elba al Rin.

## Campañas de Germánico
Entre 14 y 16 d. C. el general Julio César Germánico con un gran ejército avanzó con el fin de vengar la derrota de Varo, pero esta vez las tribus germanas entre el Rin y el Elba estaban unidas bajo el mando de Arminio.
- Año 14, Germánico avanzó cruzando el Rin atacando a los usipetos, bructeros, marsos y sicambros.
- Inicios del año 15, los romanos cruzaron el Rin desde el sur atacando a los catos, tencteros y marsos llegando hasta el Weser.
- Verano del 15, los romanos partieron del territorio bátavo por el Mar del Norte, desembarcaron en Frisia y avanzaron al sur atacando a los ampsivaros, bructerios, marsos y queruscos. Tras una batalla con los bructerios el legado Lucio Estertinio recuperó el águila de la Legio XIX. Tras otra batalla Germánico recuperó otra águila aunque se desconoce cuál.
- Año 16, los romanos desembarcaron en Frisia y avanzaron al sur conquistando a los ampsivarios, queruscos y angrivarios para volver a Frisia. Mientras la flota siguió por la costa llegando al delta del Weser donde se alíó con los caucos.

Aunque ya había conseguido varios éxitos contra los germanos, fue en el año 16 cuando los romanos al mando de Germánico pudieron vengarse definitivamente de los germanos de Arminio en la campaña que culminó con la batalla de Idistaviso, aniquilando por completo su ejército y logrando Arminio sólo evitar su captura al esconderse entre los cadáveres ensangrentados de sus combatientes que habían perecido en la batalla contra los romanos. La batalla terminó en una clara victoria romana y fue considerada la venganza por la derrota de Publio Quintilio Varo siete años atrás. El enfrentamiento se divide en dos combates: el primero en la planicie de Idistaviso y el segundo en Vallum angrivariano, ambos a orillas del río Visurgi.
En el año 16, se dio por concluida la reconquista de Germania, transformándola en un conjunto de tribus clientes del Imperio, para hacer de tapón contra los eslavos y expandiendo de forma pacífica la romanización más lejos. En 17, Germánico volvió a Roma donde celebró un triunfo por sus victorias.
Arminio dejó de ser un peligro real para Roma y murió pocos años después en una conspiración contra él, dirigida por nobles germanos celosos de su poder, mientras que el poder en la tribu cherusca lo heredó Itálico, hijo del hermano de Arminio, leal amigo de Roma.